# Pavel Hanák
Pavel Hanák (10. července 1941 – 17. února 1960 československo-rakouská státní hranice) byl český dělník, který byl v roce 1960 usmrcen při snaze o překročení státní hranice do Rakouska při útěku z Československa.
Narodil se v roce 1941. Živil se jako dělník, žil v Kosticích. Krátce před svou smrtí měl v Kosticích krást v místním obchodě. V únoru 1960 se rozhodl z Československa uprchnout, když přes Břeclav přešel přes lužní les ke státní hranici na Železné oponě. Dostal se do hraničního pásma, prošel kolem zámku Pohansko a v mrazu se přebrodil přes řeku Dyji. Po překročení prvního plotu na hranici se dostal k části, kterou vedl elektrický proud. Tu se pokusil přelézt, nicméně během tohoto pokusu spadnul a byl proudem zasažen. Během dvaceti minut poté v důsledku zranění způsobených elektrickým proudem v brzkých ranních hodinách 17. února 1960 zemřel. Jeho tělo bylo poté zpopelněno v Brně.